# Limia heterandria
Limia heterandria és una espècie de peix de la família dels pecílids i de l'ordre dels ciprinodontiformes.

## Morfologia
Els mascles poden assolir els 3 cm de longitud total i les femelles els 4.

## Distribució geogràfica
Es troba a Sud-amèrica: Veneçuela.